# Serenade
Serenade — дебютний офіційний сингл іспанського рок-гурту Dover. Написана вокалісткою Крістіною Льянос. Трек був випущений 21 квітня 1997 року як перший сингл з другого альбому Devil Came to Me (1997). Ця пісня також увійшла до нього під першим номером. Саме приспів цієї пісні найчастіше наспівується фанатами на концертах гурту.
Вокалістка та гітарист гурту Крістіна Льянос, визнає, що дана пісня має зв'язок з її життям. Вона, як правило, дуже сором'язлива та стримана, і хотіла поговорити про це в цій пісні, прохаючи допомогти позбутися даних рис.

## Використання треку для інших цілей
- Пісня була обрана для відеогри «SingStar Rocks!» разом з піснями інших популярних гуртів Іспанії.
- У 2008, було написано ремікс пісні під назвою «Serenade 07», що увійшов до альбому 2.

## Відеокліп
На відео вокалістка гурту Крістіна Льянос йде вулицею з смолоскипом та крилами янгола на плечах. Під час приспіву гурт грає у полі в оточенні палаючих дерев та свічок. Наприкінці відео показано відривок з концерту гурту, на якому музиканти стрибають зі сцени до фанатів.
Режисером кліпу виступив Хуан Буллон, друг гурту, з яким вони співпрацювали у кліпі на пісню «Come With Me» з дебютного альбому «Sister».

## Трек-лист
Автор музики і слів Cristina Llanos. 
| #    | Назва              | Тривалість |
| ---- | ------------------ | ---------- |
| 1.   | «Serenade»         | 3:54       |
| 2.   | «Devil Came to Me» | 4:36       |
| 8:30 |                    |            |